# Superettan 2009
Die Superettan 2009 war die zehnte Spielzeit der zweithöchsten schwedischen Fußballliga unter diesem Namen und die insgesamt 81. Spielzeit seit der offiziellen Einführung einer solchen im Jahr 1928. Die Saison begann am 11. April und endete am 24. Oktober 2009.

## Abschlusstabelle
| Pl. | Verein                | Sp. | S  | U  | N  | Tore    | Diff. | Punkte |
| --- | --------------------- | --- | -- | -- | -- | ------- | ----- | ------ |
| 1.  | Mjällby AIF           | 30  | 19 | 8  | 3  | 060:190 | +41   | 65     |
| 2.  | Åtvidabergs FF        | 30  | 17 | 6  | 7  | 053:360 | +17   | 57     |
| 3.  | Assyriska Föreningen  | 30  | 15 | 6  | 9  | 046:380 | +8    | 51     |
| 4.  | Syrianska FC (N)      | 30  | 15 | 5  | 10 | 050:380 | +12   | 50     |
| 5.  | GIF Sundsvall (A)     | 30  | 13 | 8  | 9  | 054:480 | +6    | 47     |
| 6.  | Falkenbergs FF        | 30  | 14 | 3  | 13 | 044:410 | +3    | 45     |
| 7.  | Ängelholms FF         | 30  | 13 | 5  | 12 | 043:450 | −2    | 44     |
| 8.  | Landskrona BoIS       | 30  | 12 | 4  | 14 | 051:460 | +5    | 40     |
| 9.  | Ljungskile SK (A, RV) | 30  | 11 | 7  | 12 | 048:430 | +5    | 40     |
| 10. | Jönköpings Södra IF   | 30  | 10 | 6  | 14 | 046:540 | −8    | 36     |
| 11. | IFK Norrköping (A)    | 30  | 8  | 11 | 11 | 045:440 | +1    | 35     |
| 12. | Väsby United          | 30  | 8  | 9  | 13 | 028:410 | −13   | 33     |
| 13. | FC Trollhättan (N)    | 30  | 8  | 8  | 14 | 030:460 | −16   | 32     |
| 14. | Qviding FIF           | 30  | 7  | 10 | 13 | 031:450 | −14   | 31     |
| 15. | IK Sirius             | 30  | 8  | 7  | 15 | 037:530 | −16   | 31     |
| 16. | Vasalunds IF (N)      | 30  | 8  | 5  | 17 | 035:640 | −29   | 29     |

Platzierungskriterien: 1. Punkte – 2. Tordifferenz – 3. geschossene Tore

| Zum Saisonende 2009: |                                                                                    |
| Aufsteiger in die Allsvenskan 2010: Mjällby AIF & Åtvidabergs FF Teilnehmer an den Aufstiegsrelegation gegen den 14. der Allsvenskan 2009: Assyriska Föreningen Teilnehmer an der Relegation zur Division 1 2010: FC Trollhättan & Qviding FIF Absteiger in die Division 1 2010: IK Sirius & Vasalunds IF |                                                                                    |
| |                                                                                    |
| Zum Saisonende 2008: |                                                                                    |
| (A) | Absteiger aus der Allsvenskan 2008: GIF Sundsvall, Ljungskile SK & IFK Norrköping  |
| (N) | Neuaufsteiger aus der Division 1 2008: Syrianska FC, FC Trollhättan & Vasalunds IF |
| (RV) | Verlierer der Relegationsspiele: Ljungskile SK                                     |

## Relegationsspiele
Zur Allsvenskan 2010:
Der 3. der Superettan 2009 spielte gegen den 14. der Allsvenskan 2009 in einer Play-off-Runde mit Hin- und Rückspiel um die Relegation. Das Hinspiel fand am 4. und das Rückspiel am 8. November 2009 statt. Der Sieger qualifizierte sich für die Allsvenskan 2010.
|                      | Gesamt |                | Hinspiel | Rückspiel |
| -------------------- | ------ | -------------- | -------- | --------- |
| Assyriska Föreningen | 2:3    | Djurgårdens IF | 2:0      | 0:3 n. V. |

Zur Superettan 2010:
Die Mannschaften auf den Plätzen 13. und 14. der Superettan 2009 spielten gegen die jeweils 2. der Nord-/Südstaffel der Division 1 in einer Play-off-Runde mit Hin- und Rückspiel um die Relegation. Die Spiele fanden zwischen dem 31. Oktober und 5. November 2009 statt. Die beiden Sieger qualifizierten sich für die Superettan 2010.
|            | Gesamt |                | Hinspiel | Rückspiel |
| ---------- | ------ | -------------- | -------- | --------- |
| Skövde AIK | 4:7    | FC Trollhättan | 1:2      | 3:5       |
| IK Brage   | 3:1    | Qviding FIF    | 2:1      | 1:0       |

## Torschützenliste
| Platz | Spieler          | Mannschaft      | Tore |
| ----- | ---------------- | --------------- | ---- |
| 1.    | Mattias Adelstam | Ängelholms FF   | 19   |
| 1.    | Marcus Ekenberg  | Mjällby AIF     | 19   |
| 3.    | Pär Cederqvist   | Landskrona BoIS | 14   |
| 3.    | Fredrik Olsson   | Landskrona BoIS | 14   |
| 3.    | Stefan Rodevåg   | Falkenbergs FF  | 14   |
| 6.    | Michael Mensah   | Syrianska FC    | 13   |
| 6.    | Johan Patriksson | Ljungskile SK   | 13   |